# Запретная тема
«Запретная тема» (англ. Kinjite: Forbidden Subjects) — кинофильм 1989 года, снятый режиссёром  Джеем Ли Томпсоном.

## Сюжет
Японский бизнесмен сталкивается со случаем фроттеризма в японском метро. Его удивляет, что жертва предпочитает промолчать и стерпеть приставания вместо того, чтобы обратить внимание окружающих на действия извращенца. Позднее он пытается повторить этот опыт в метро Лос-Анджелеса, однако неудачно: американка поднимает шум, заставляя его бежать.
Вскоре дочь бизнесмена оказывается похищена преступной группировкой, специализирующейся на детской проституции. Делом о похищении занимается лейтенант Кроу (Чарлз Бронсон), который не очень хорошо относится к японцам. Тем не менее, ему удаётся найти и спасти дочь японского бизнесмена. В знак благодарности тот вместе с дочерью наносит визит в дом Кроу, заставляя того изменить своё мнение. В ходе визита выясняется, что дочь Кроу — та самая девушка, к которой японец приставал в метро. Однако она не выдаёт его.
Дочь бизнесмена, несмотря на спасение, настолько подавлена произошедшим с ней, что вскоре совершает самоубийство. Впоследствии Кроу разыскивает владельца подпольного порнобизнеса и помещает того в тюрьму, в отсек к извращенцам, которые будут рады проделать с ним то, что происходило с его жертвами…

## В ролях
- Чарлз Бронсон  — Кроу
- Перри Лопес — Эдди Риос
- Хуан Фернандес — Дюк
- Джеймс Пакс — Хироши Хада
- Пегги Липтон — Кэтлин Кроу

## Съёмочная группа
- Режиссёр: Джей Ли Томпсон
- Продюсеры: Ричард Дрисколл, Йорам Глобус, Менахем Голан
- Сценарист: Гарольд Небензаль
- Композитор: Грег Де Беллис
- Оператор: Гидеон Порат